# Habenaria stylites
Habenaria stylites là một loài thực vật có hoa trong họ Lan. Loài này được Rchb.f. & S.Moore mô tả khoa học đầu tiên năm 1878.